# جيريمي دان
جيريمي دان (بالإنجليزية: Jeremy Dunn)‏ هو ممثل أمريكي، ولد في 18 يونيو 1979 في الولايات المتحدة.

## أعمال

### أفلام
- (2015) دليل الكشافة إلى زومبي نهاية العالم[2]

## وصلات خارجية
- جيريمي دان على موقع IMDb (الإنجليزية)
- جيريمي دان على موقع قاعدة بيانات الفيلم (الإنجليزية)